# Choi Min-Kyung
Choi Min-Kyung (n. 25 august 1982, Seul, Coreea de Sud) este o sportivă ce a reprezentat Coreea de Sud, medaliată olimpică. A participat la 3 ediții ale Jocurilor Olimpice (1998, 2002, 2006) în care a câștigat o medalie de aur.